# Canton de Conlie
Le canton de Conlie est une ancienne division administrative française située dans le département de la Sarthe et la région Pays de la Loire.

## Géographie
Ce canton était organisé autour de Conlie dans l'arrondissement de Mamers. Son altitude variait de 63 m (Degré) à 189 m (Tennie) pour une altitude moyenne de 107 m.

## Administration

### Conseillers généraux de 1833 à 2015
| Période | Période          | Identité                       | Étiquette    | Qualité                                                                                               |
| ------- | ---------------- | ------------------------------ | ------------ | --- |
| 1833    | 1845             | Jacques Constant Drouard       |              | Ancien officier, propriétaire à Conlie                                                                |
| 1845    | 1848             | Auguste Anfray                 |              | Juge au tribunal du Mans                                                                              |
| 1848    | 1852             | Jacques Constant Drouard       |              | Ancien officier, propriétaire à Conlie                                                                |
| 1852    | 1855             | Adolphe Joseph Frédéric Belard |              | Juge de paix à Conlie                                                                                 |
| 1855    | 1871             | Jules Chalot-Pasquer           |              | Maire du Mans (1854-1870)                                                                             |
| 1871    | 1880             | Christophe Touchard            | Droite       | Maire de Domfront-en-Champagne                                                                        |
| 1880    | 1910             | Duc Albert de Pérusse des Cars | Conservateur | Ancien officier Propriétaire à Saint-Symphorien                                                       |
| 1910    | 1911 (décès)     | Pierre Richard                 | Rad.         | Consul général de France, domicilié à Conlie, ancien député de la Seine (1889-1903)                   |
| 1911    | 1919             | Duc Albert de Pérusse des Cars | Conservateur | Propriétaire à Saint-Symphorien                                                                       |
| 1919    | 1936 (démission) | Albert Thibault                | Ind.-RG      | Propriétaire agricole au Mans, député (1928-1935), sénateur (1935-1944)                               |
| 1936    | 1940             | Gustave Lhuissier (1883-1964)  | Rad.         | Comptable, maire de Conlie, nommé conseiller départemental en 1943                                    |
| 1945    | 1964 (décès)     | Gustave Lhuissier              | Rad.         | Maire de Conlie                                                                                       |
| 1964    | 1979             | Jacques Rebour (1925-1995)     | DVG          | Vétérinaire, maire de Conlie                                                                          |
| 1979    | 2011             | Pierre Hellier                 | UDF puis UMP | Médecin, vice-président du conseil général, conseiller municipal de Conlie, ancien député (1993-2007) |
| 2011    | 2015             | Joël Métenier                  | UMP          | Responsable technique, maire de Saint-Symphorien, président de la communauté de communes              |

Le canton participe à l'élection du député de la première circonscription de la Sarthe.

### Conseillers d'arrondissement (de 1833 à 1940)
Le canton de Conlie appartenait à l'arrondissement du Mans jusqu'en 2006.
| Période                                  | Période | Identité                  | Étiquette | Qualité |
| ---------------------------------------- | ------- | ------------------------- | --------- | --- |
| 1833                                     |         | Louis Le Bèle (1794-1862) |           | Officier de santé, Conlie                                                                                   |
|                                          |         |                           |           | |
| ?                                        | 1940    | M. Émery                  | URD       | Adjoint au maire puis maire de Domfront-en-Champagne                                                        |
| 1940                                     |         |                           |           | Les conseils d'arrondissement ont été suspendus par la loi du 12 octobre 1940 et n'ont jamais été réactivés |
| Les données manquantes sont à compléter. |         |                           |           | |

## Composition

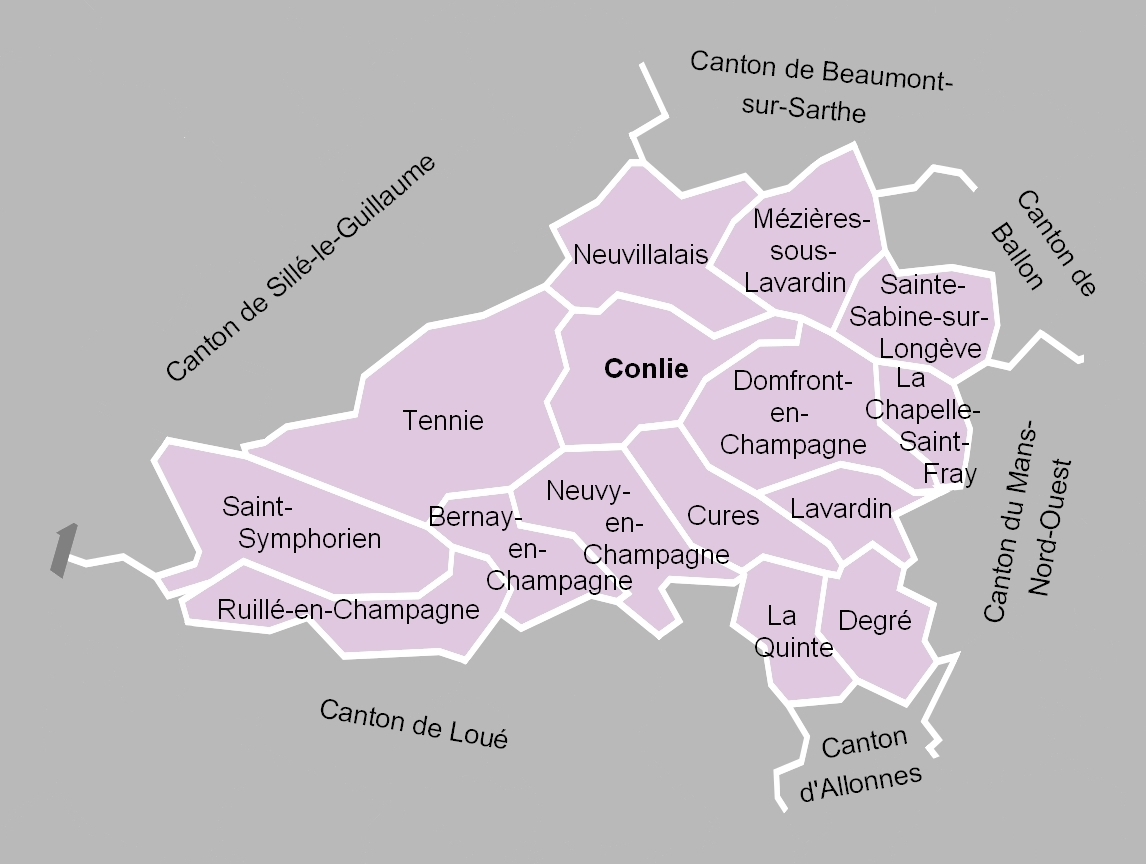
La carte des communes du canton. Les cantons limitrophes étaient ceux de Sillé-le-Guillaume, de Beaumont-sur-Sarthe, de Ballon, du Mans-Nord-Ouest, d'Allonnes et de Loué.

Le canton de Conlie comptait 11 036 habitants en 2012 (population municipale) et regroupait quinze communes :
- Bernay-en-Champagne ;
- La Chapelle-Saint-Fray ;
- Conlie ;
- Cures ;
- Degré ;
- Domfront-en-Champagne ;
- Lavardin ;
- Mézières-sous-Lavardin ;
- Neuvillalais ;
- Neuvy-en-Champagne ;
- La Quinte ;
- Ruillé-en-Champagne ;
- Sainte-Sabine-sur-Longève ;
- Saint-Symphorien ;
- Tennie.

À la suite du redécoupage des cantons pour 2015, toutes les communes sont rattachées au canton de Loué.

### Anciennes communes
Les anciennes communes suivantes étaient incluses dans le canton de Conlie :
- Verniette, absorbée entre 1795-1800 par Conlie.
- Saint-Julien, absorbée en 1810 par Neuvy-en-Champagne.

## Démographie
| 1962  | 1968  | 1975  | 1982  | 1990  | 1999  | 2006   | 2011   | 2012   |
| ----- | ----- | ----- | ----- | ----- | ----- | ------ | ------ | ------ |
| 8 974 | 8 442 | 7 931 | 7 980 | 8 555 | 9 273 | 10 295 | 10 920 | 11 036 |